# Breslauer SC 08
Der Breslauer SC 08 (vollständiger Name Breslauer Sportclub 1908) war ein Fußballverein aus Breslau. Er nahm mehrmals an den Endrundenspielen zur deutschen Meisterschaft teil.

## Geschichte
Der Breslauer SC wurde 1908 als Breslauer BC gegründet und gehörte dem Südostdeutschen Fußball-Verband an. Im Mai 1911 benannte sich der Verein in Breslauer SC 08 um, wenige Mitglieder verblieben beim alten Breslauer BC.

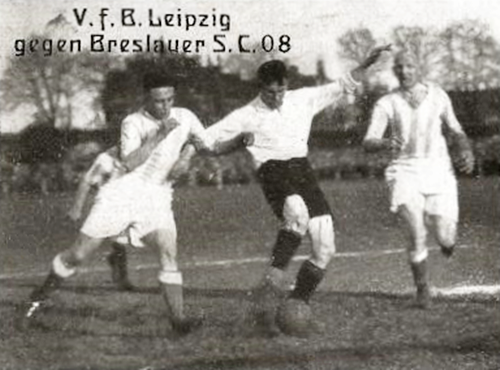
Greiling-Fußballsammelbild:
Spielszene
aus dem Achtelfinale der Endrunde um die deutsche Meisterschaft 1925.
Blaschke (Mitte) beim 2:1-Siegtreffer gegen den VfB Leipzig.

1925 erreichte er als südostdeutscher Vizemeister erstmals die Endrunde um die deutsche Meisterschaft. Im Achtelfinale wurde der VfB Leipzig 2:1 geschlagen; im Viertelfinale unterlag der Klub jedoch dem 1. FC Nürnberg mit 1:4. In der Saison 1925/26 wurde der Breslauer SC erstmals Südostdeutscher Meister. Im Achtelfinale der anschließenden Endrunde um die deutsche Meisterschaft zog der Verein mit dem 1:0-Sieg über den Dresdner SC ins Viertelfinale ein, das jedoch mit 0:4 gegen die SpVgg Fürth verloren wurde.
In der Saison 1927/28 wurde der Breslauer SC erneut Südostdeutscher Meister und schied im Achtelfinale um die deutsche Meisterschaft nach der 2:3-Niederlage gegen den VfB Königsberg aus. Nach einer weiteren südostdeutschen Vizemeisterschaft nahm der Verein auch 1929 an der Endrunde um die deutsche Meisterschaft teil. Im Achtelfinale wurde der VfB Königsberg mit 2:1 und im Viertelfinale der FC Bayern München mit 4:3 bezwungen. Im Halbfinale unterlag man der SpVgg Fürth mit 1:6.
1932 erreichte der Breslauer SC ein letztes Mal die Endrunde zur deutschen Meisterschaft und schied im Achtelfinale nach der 1:4-Niederlage gegen Holstein Kiel aus. 1933 wurde der Klub mit den Vereinigten Breslauer Sportfreunden zur Breslauer SpVg 02 zusammengeschlossen, die in den folgenden Jahren in der Gauliga Schlesien spielte und durch die Zusprechung Breslaus zu Polen als Ergebnis des Potsdamer Abkommens im Jahr 1945 aufgelöst wurde.

## Erfolge

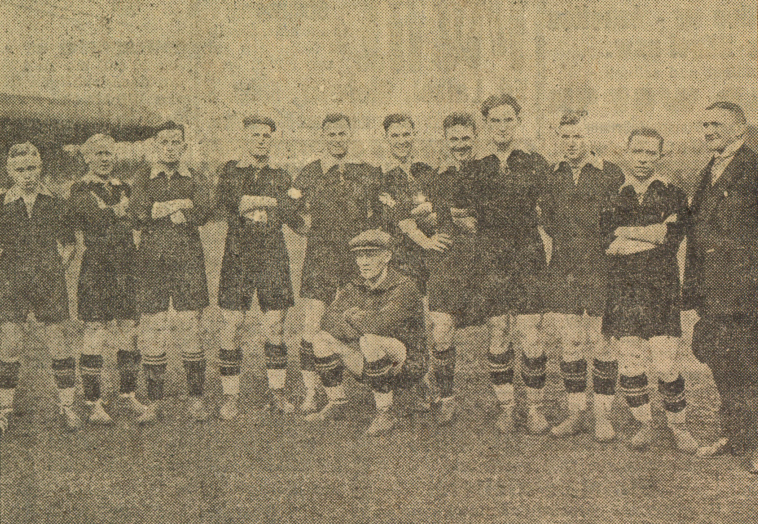
Fußballmannschaft des Breslauer SC 08
die im Jahr 1926 Südostdeutscher Meister wurde.

- Halbfinale in der Endrunde zur deutschen Meisterschaft: 1929
- 5 × Teilnahme an der Endrunde um die deutsche Meisterschaft: 1925, 1926, 1928, 1929, 1932
- 2 × Südostdeutscher Meister: 1926, 1928
- 3 × südostdeutscher Vizemeister: 1925, 1929, 1932
- 5 × Mittelschlesischer Meister: 1925, 1926, 1928, 1929, 1930
- 7 × Breslauer Meister: 1925, 1926, 1928, 1929, 1930, 1931, 1933

## Bekannte Spieler
- Fritz Blaschke
- Karl Burger
- Paul Krause

## Spielstätte
Als Spielstätte des Breslauer SC ist der Sportplatz Roonstraße überliefert.